# Норт Ки Ларго (Флорида)
Норт Ки Ларго (енгл. North Key Largo) насељено је место без административног статуса у америчкој савезној држави Флорида.

## Демографија
По попису из 2010. године број становника је 1.244, што је 195 (18,6%) становника више него 2000. године.
| Група             | 2000.         | 2010.         |
| Белци             | 1.007 (96,0%) | 1.130 (90,8%) |
| Афроамериканци    | 8 (0,8%)      | 26 (2,1%)     |
| Азијати           | 2 (0,2%)      | 15 (1,2%)     |
| Хиспаноамериканци | 28 (2,7%)     | 69 (5,5%)     |
| Укупно            | 1.049         | 1.244         |